# Гернроде
Гернроде (нем. Gernrode) — район города Кведлинбург в немецкой федеральной земле Саксония-Анхальт.
С 1539 года по 1 января 2011 года был самостоятельным городом, подчиняясь управлению Генроде/Гарц. В ходе административной реформы был присоединён к Кведлинбургу, против чего была подана жалоба, удовлетворённая в феврале 2013 года. Однако уже в декабре Ридель, входивший в старое управление Гернроде, добровольно присоединился к городу Балленштедт, что привело к очередному включению Гернроде в состав Кведлинбурга к 1 января 2014 года. Согласно решению городского совета Кведлинбурга, Гернроде было позволено и в дальнейшем неофициально называться «городом».
Население на 31.12.2012 составляло 3533 человек. Занимает площадь 34,07 км².

## Галерея

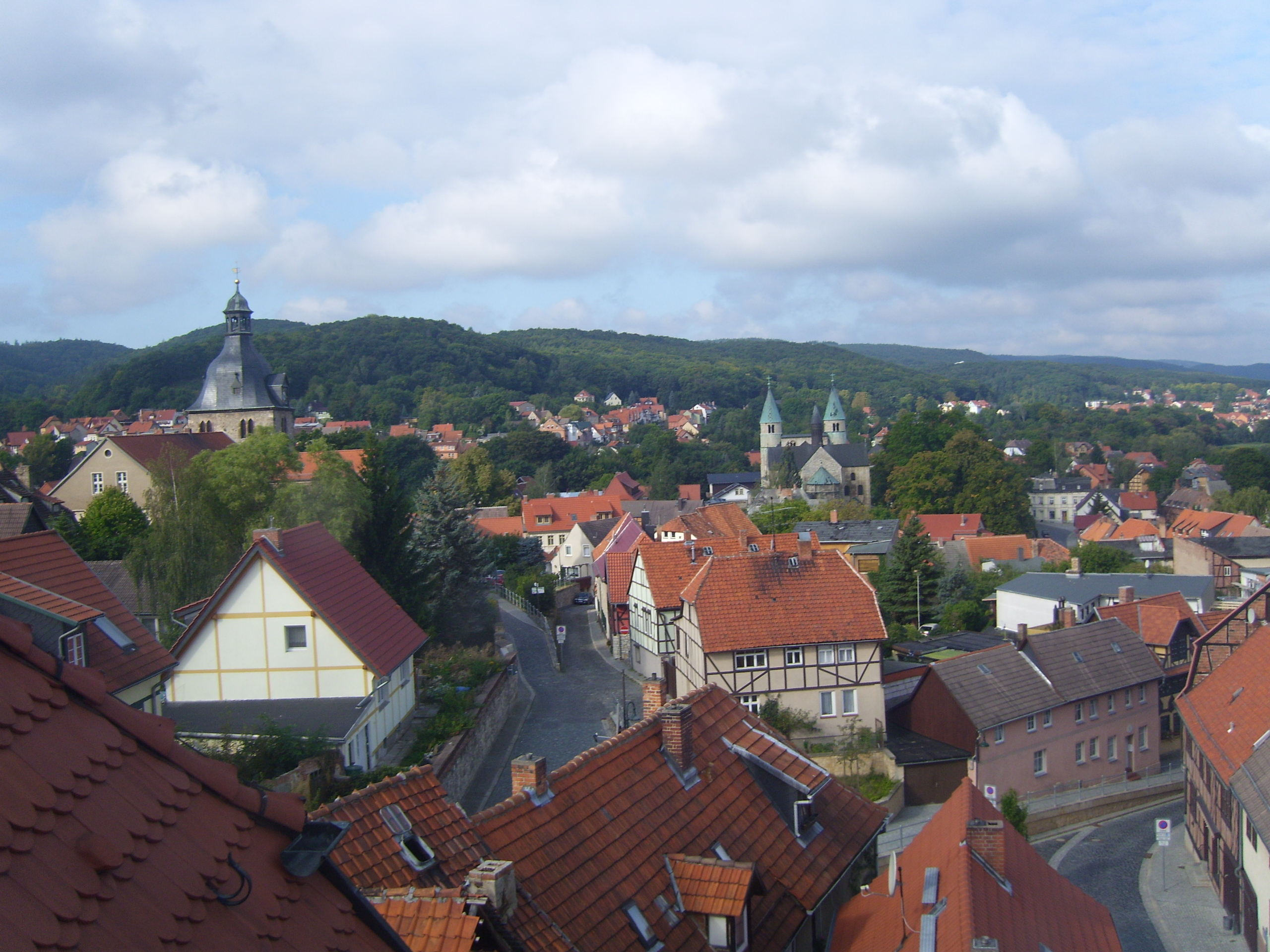
Вид на исторический центр города
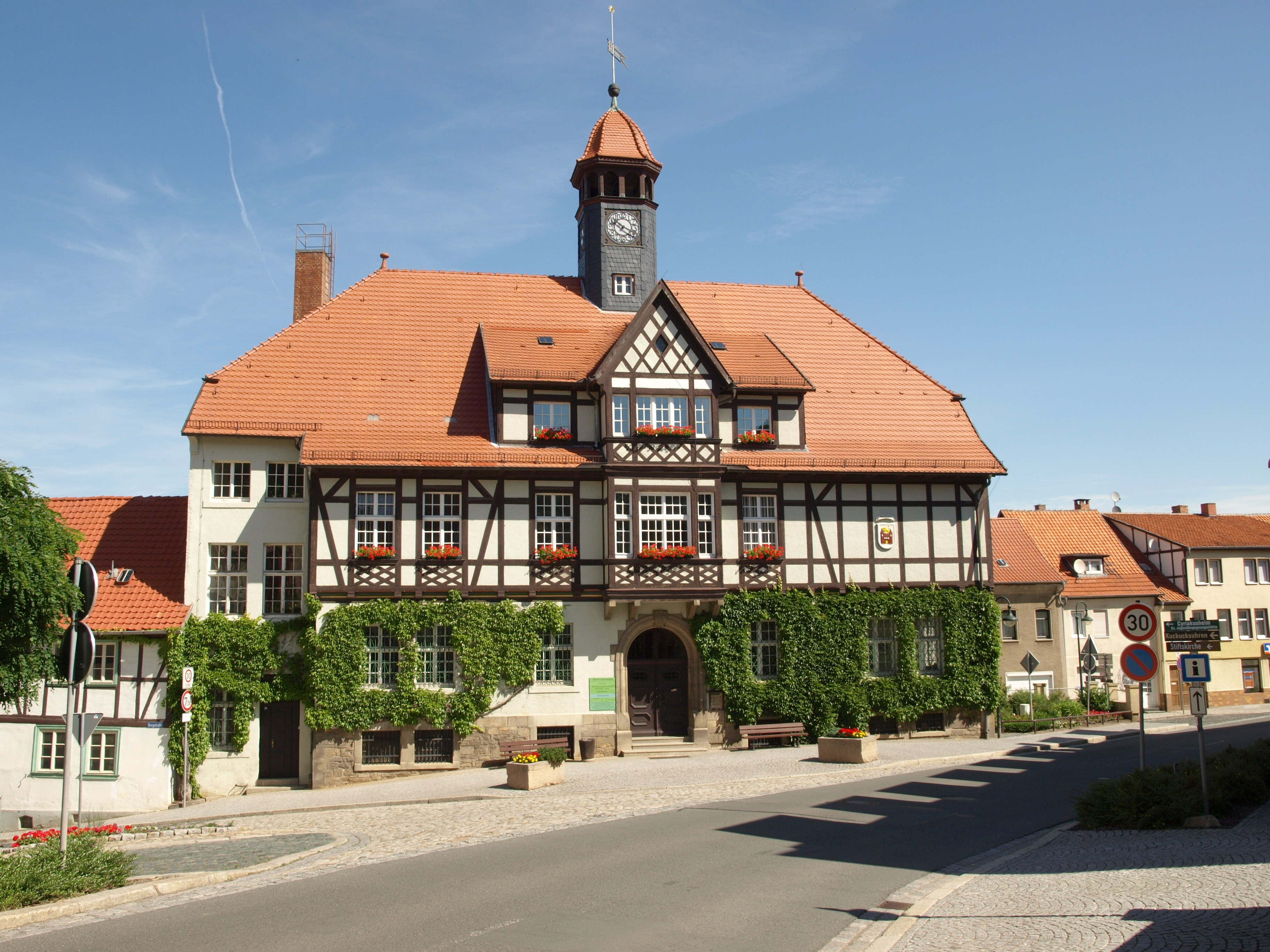
Ратуша Гернроде
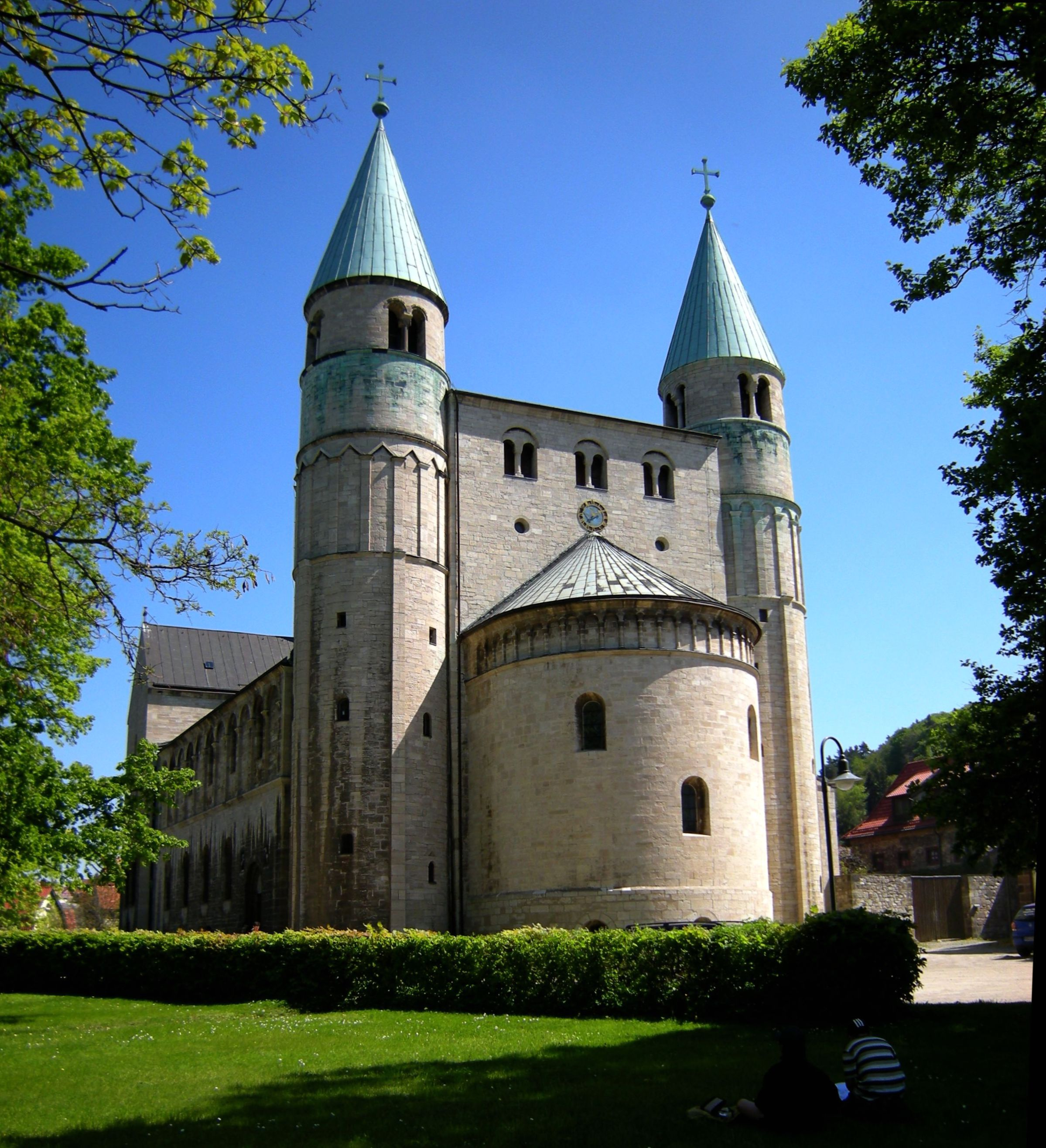
Романская церковь св. Кириака

## Известные люди, родившиеся в Гернроде
- Карл Фридрих Христиан Моос (1773—1839) — немецкий учёный-минералог и кристаллограф, профессор.